# Wendell Ford

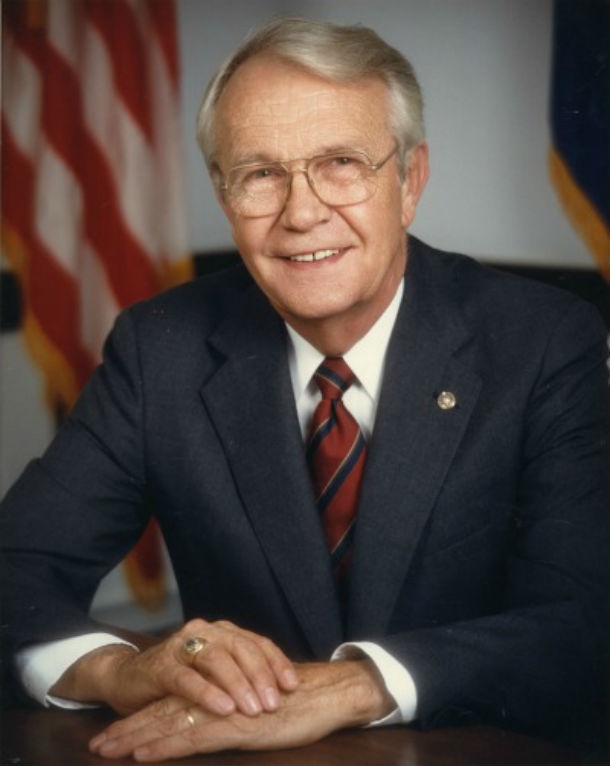
Wendell Ford

Wendell Hampton Ford (* 8. September 1924 in Owensboro, Kentucky; † 22. Januar 2015 ebenda) war ein US-amerikanischer Politiker (Demokratische Partei) und Gouverneur von Kentucky. Außerdem war er US-Senator für diesen Bundesstaat.

## Frühe Jahre
Wendell Ford besuchte die öffentlichen Schulen im Daviess County. Von 1942 bis 1943 studierte er an der University of Kentucky. Im Jahr 1944 trat er als Soldat in die US Army ein, drei Jahre später beendete er ein weiteres Studium an der Maryland School of Insurance. In der Folge war er im Versicherungswesen tätig. Zwischen 1949 und 1962 war er Mitglied der Nationalgarde von Kentucky.

## Politische Laufbahn

### Frühe Ämter und Funktionen
Während der Amtszeit von Gouverneur Bert Combs (1959–1963) war er dessen wichtigster Berater (Chief Assistant). Von 1965 bis 1967 gehörte er dem Senat von Kentucky an. Der nächste Schritt auf seiner Karriereleiter folgte im Jahr 1967 mit seiner Wahl zum Vizegouverneur von Kentucky.

### Gouverneur von Kentucky
Vier Jahre später bewarb er sich um die Nominierung seiner Partei für das Amt des Gouverneurs. Dabei musste er sich bei den internen Vorwahlen gegen seinen alten Mentor Bert Combs durchsetzen. Die eigentliche Wahl gewann er mit 50,6 % der Wählerstimmen gegen Tom Emberton, der auf 44,3 % kam. In seiner Amtszeit von 1971 bis 1974 wurden Lebensmittel von der Mehrwertsteuer ausgenommen, dafür wurde eine Produktionssteuer für Kohleprodukte eingeführt. Außerdem ist noch erwähnenswert, dass die Machtbefugnisse des Bildungsrats für höhere Bildungsanstalten erweitert wurden. Nachdem er in den US-Senat gewählt worden war, trat Ford im Dezember 1974 als Gouverneur zurück.

### US-Senator
Vom 28. Dezember 1974 bis zum 3. Januar 1999 war Wendell Ford ununterbrochen Mitglied des US-Senats. In dieser Zeit war er Mitglied in verschiedenen Ausschüssen. In diese Zeit fielen u. a. die Nachwirkungen der Watergate-Affäre und die ersten sechs Jahre der Regierung von Bill Clinton sowie die Lewinsky-Affäre und das unmittelbar nach Fords Ausscheiden beginnende Amtsenthebungsverfahren Clintons. In den letzten acht Jahren seiner Mitgliedschaft im Senat fungierte Ford als Whip (Fraktionsgeschäftsführer) der Demokraten. Im Jahr 1998 verzichtete er auf eine erneute Kandidatur und zog sich Anfang 1999 ins Privatleben zurück.

## Tod
Wendell Ford starb am 22. Januar 2015 im Alter von 90 Jahren in seiner Heimatstadt Owensboro, Kentucky an den Folgen seines Lungenkrebses.